# 中华人民共和国第六届农民运动会
中华人民共和国第六届农民运动会于2008年10月26日——11月1日在福建省泉州市举行。吉祥物为“同同”，会歌为《风浩荡情飞扬》，口号是“绿色农运、金色梦想”。本届赛事共有包括台湾省在内的32个代表团，3000多名运动员参加，而香港和澳门仅派出观摩团出席。
赛事结束后，举办地所在的泉州市博物馆以“金色的记忆——中华人民共和国第六届农民运动会纪实”为题，常设展览。

## 比赛项目
比赛项目包括田径、篮球、武术、游泳、象棋、摔跤、秧歌、舞龙、龙舟、风筝、钓鱼、自行车载重、毽球和民兵军事三项等15个大项、180多个小项。

## 奖牌榜
| 名次 | 代表团 | 金牌 | 银牌 | 铜牌 | 总数 |
| ---- | ------ | ---- | ---- | ---- | ---- |
| 1    | 福建   | 51   | 35   | 17   | 103  |
| 2    | 广东   | 22   | 29   | 15   | 66   |
| 3    | 北京   | 22   | 12   | 12   | 46   |
| 4    | 上海   | 16   | 22   | 16   | 54   |
| 5    | 天津   | 15   | 12   | 7    | 34   |
| 6    | 湖北   | 14   | 18   | 15   | 47   |